# Scottsdale, Arizona
Scottsdale (pronunție aproximativă: 'scaț-deil; în limba amerindiană pima, Vaṣai Svaṣonĭ) este un oraș satelit al orașului Phoenix, capitala statului Arizona, situat în comitatul Maricopa, Arizona, Statele Unite ale Americii.  Denumit de New York Times ca „Beverly Hills al deșertului” ("The Beverly Hills of the Desert"), Scottsdale a devenit o prezență recunoscută internațional și o țintă turistică, menținându-și în același timp propria sa identitate culturală, la care a contribuit semnificativ și Frank Lloyd Wright, unul dintre cei mai mari arhitecți ai secolului 20. Este supranumit „Cel mai vestic oraș al vestului” ("The West's Most Western Town").
Conform recensământului din anul 2000, orașul era cel de-al 82-lea ca populație din Statele Unite, cu o populație de 202.705 locuitori.  Cea mai recentă estimare, cea din 2004, este de 221.792, aceasta reprezentând o creștere de 9,1 %.

## Personalități născute aici
- Emma Stone (n. 1988), actriță;
- Sammi Hanratty (n. 1995), actriță.